# Tào Lễ
Tào Lễ (giản thể: 曹礼; phồn thể: 曹禮; bính âm: Cao Li; 208 – 229), không rõ tên tự, là Hoàng tử nước Tào Ngụy thời Tam Quốc trong lịch sử Trung Quốc.

## Cuộc đời
Tào Lễ là người huyện Tiêu, nước Bái thuộc Dự Châu, là con trai thứ của Ngụy Văn đế Tào Phi với thiếp thất Từ Cơ.
Năm 221, Tào Lễ được phong tước Tần công. Đất phong ở Kinh Triệu.
Năm 222, Tào Phi bức tử Chân hoàng hậu, lo ngại con trưởng Tào Duệ (con của Chân hậu) mang lòng oán hận, nên dự định lập Tào Lễ làm Thái tử. Tào Lễ được phong làm Kinh Triệu vương, nhưng việc lập tự không thành.
Năm 225, Tào Lễ bị giáng xuống làm Nguyên Thành vương. Năm sau, Tào Phi bệnh nặng, lập Tào Duệ làm Thái tử, sau là Ngụy Minh đế.
Tháng 4 (ÂL) năm 229, Tào Lễ chết ở đất phong, không có con kế tự, thụy Ai.

## Thừa tự
Năm 231, Tào Duệ lấy con trai của Nhâm Thành vương Tào Khải (con trai của Tào Chương) là Tào Đễ làm người thừa tự của Tào Lễ.
Năm 232, Tào Đễ được phong Lương vương. Nước Lương về sau được các đời vua Tào Duệ, Tào Mao, Tào Hoán tăng thêm phong ấp, lên đến 4.500 hộ.